# Stilpnia
Stilpnia este un gen de păsări paseriforme care aparție familiei Thraupidae și cuprinde 14 specii originare din pădurile și junglele Americii tropicale. Multe dintre aceste păsări au o glugă contrastantă, iar majoritatea au urechile și gâtul acoperite cu verde sau auriu.

## Taxonomie
Aceste specii au fost anterior plasate în genul Tangara. Un studiu filogenetic molecular publicat în 2014 a constatat că Tangara era polifiletică. În reorganizarea pentru a crea genuri monofiletice, a fost creat genul Stilpnia, cu tangara cu cap negru ca specie tip. Numele genului provine din greaca veche στιλπνή/stilpni care înseamnă „strălucitor” sau „sclipitor”.

### Specii
Genul conține 14 specii:
- Stilpnia cyanoptera – tangara cu cap negru
- Stilpnia viridicollis – tangara cu spate argintiu
- Stilpnia phillipsi
- Stilpnia argyrofenges – tangara cu gât verde
- Stilpnia heinei – tangara cu creastă neagră
- Stilpnia larvata – tangara cu cap auriu
- Stilpnia cyanicollis – tangara cu gât albastru
- Stilpnia nigrocincta – tangara cu mască
- Stilpnia peruviana – tangara cu spate negru
- Stilpnia preciosa – tangara cu spate castaniu
- Stilpnia meyerdeschauenseei – tangara cu cap verde
- Stilpnia vitriolina – tangara cu creastă ruginie
- Stilpnia cayana – tangara cafenie
- Stilpnia cucullata – tangara cu burtă albastră

## Galerie

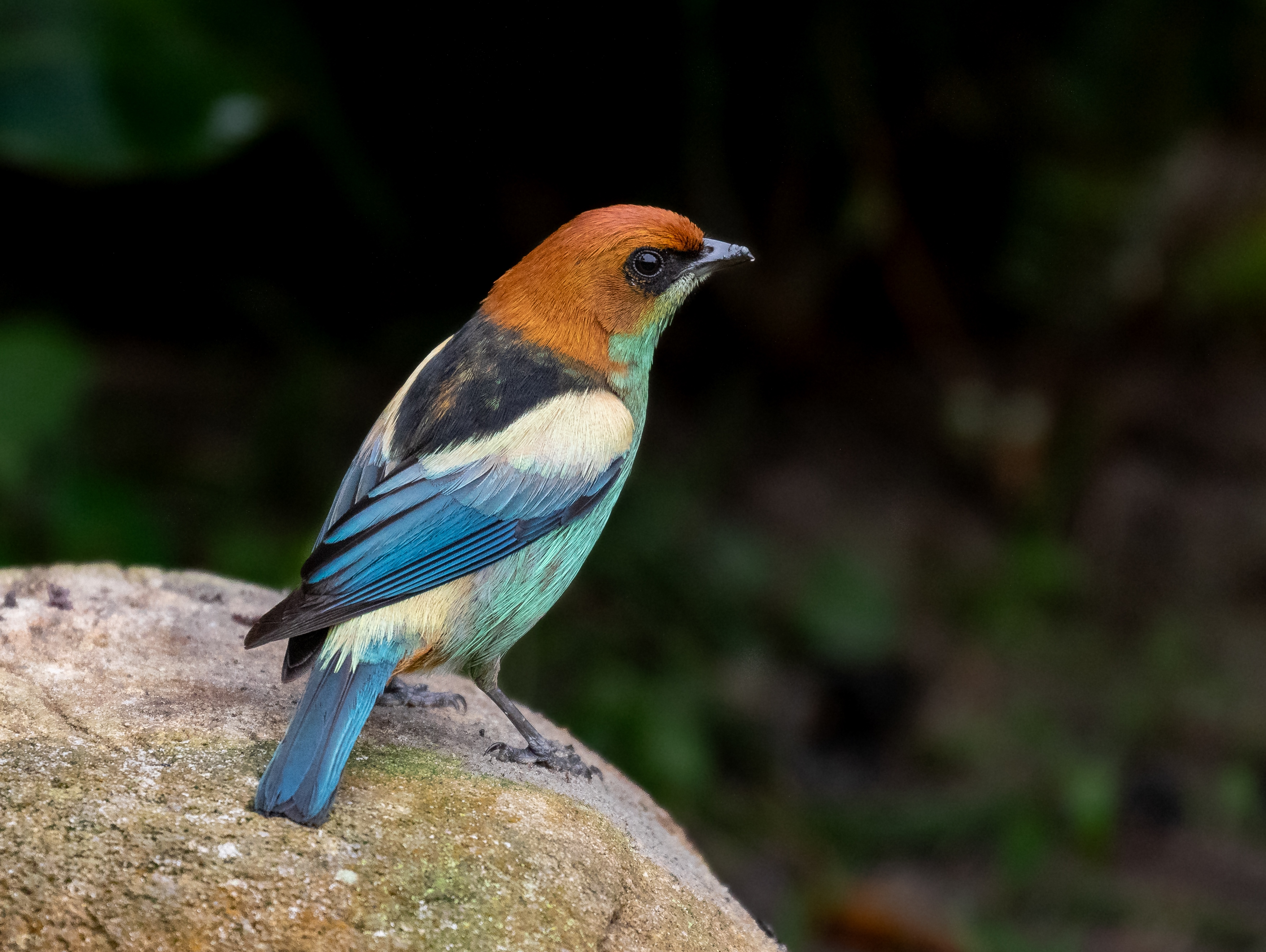
Tangara cu spate negru
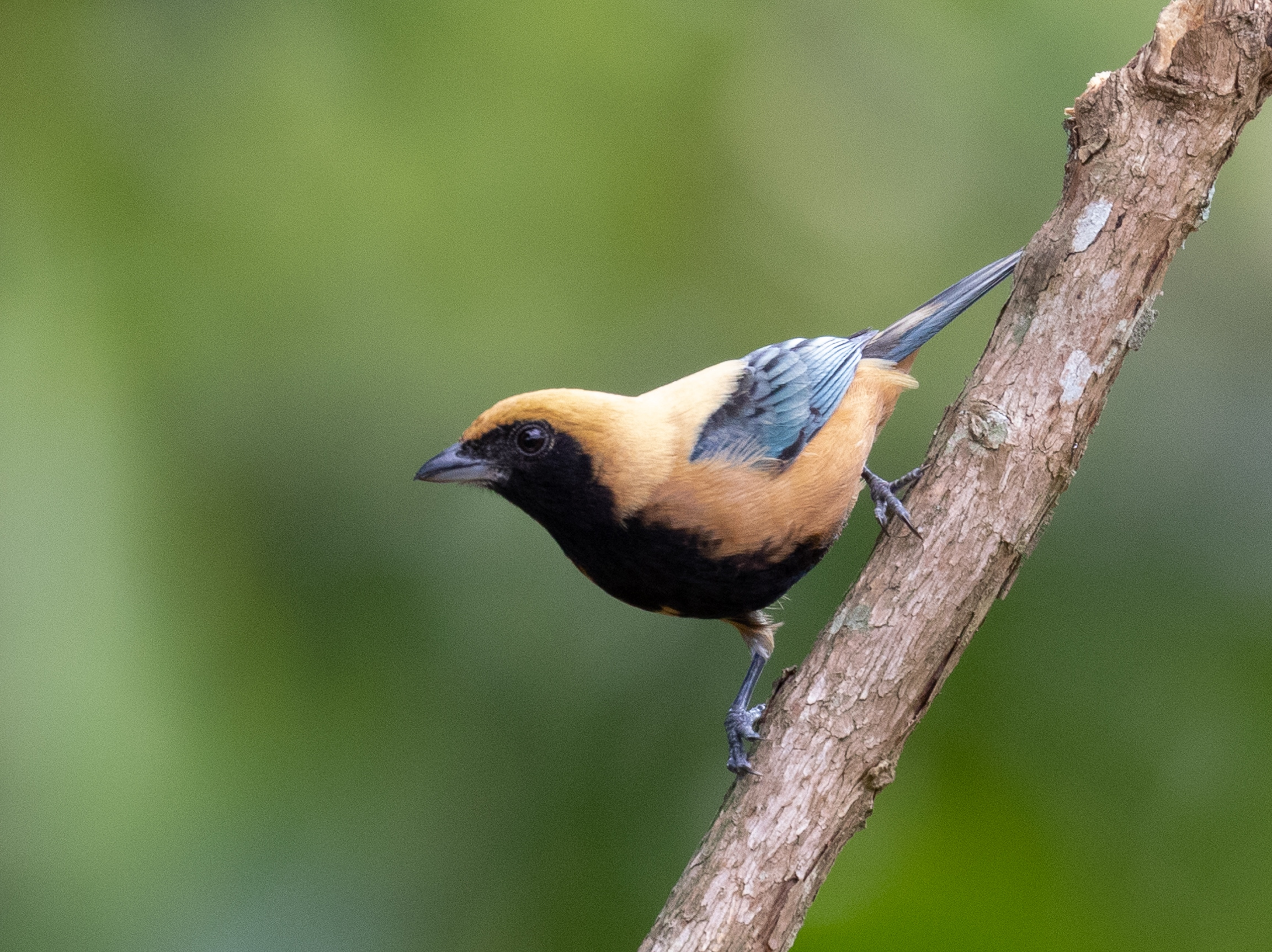
Tangara cafenie
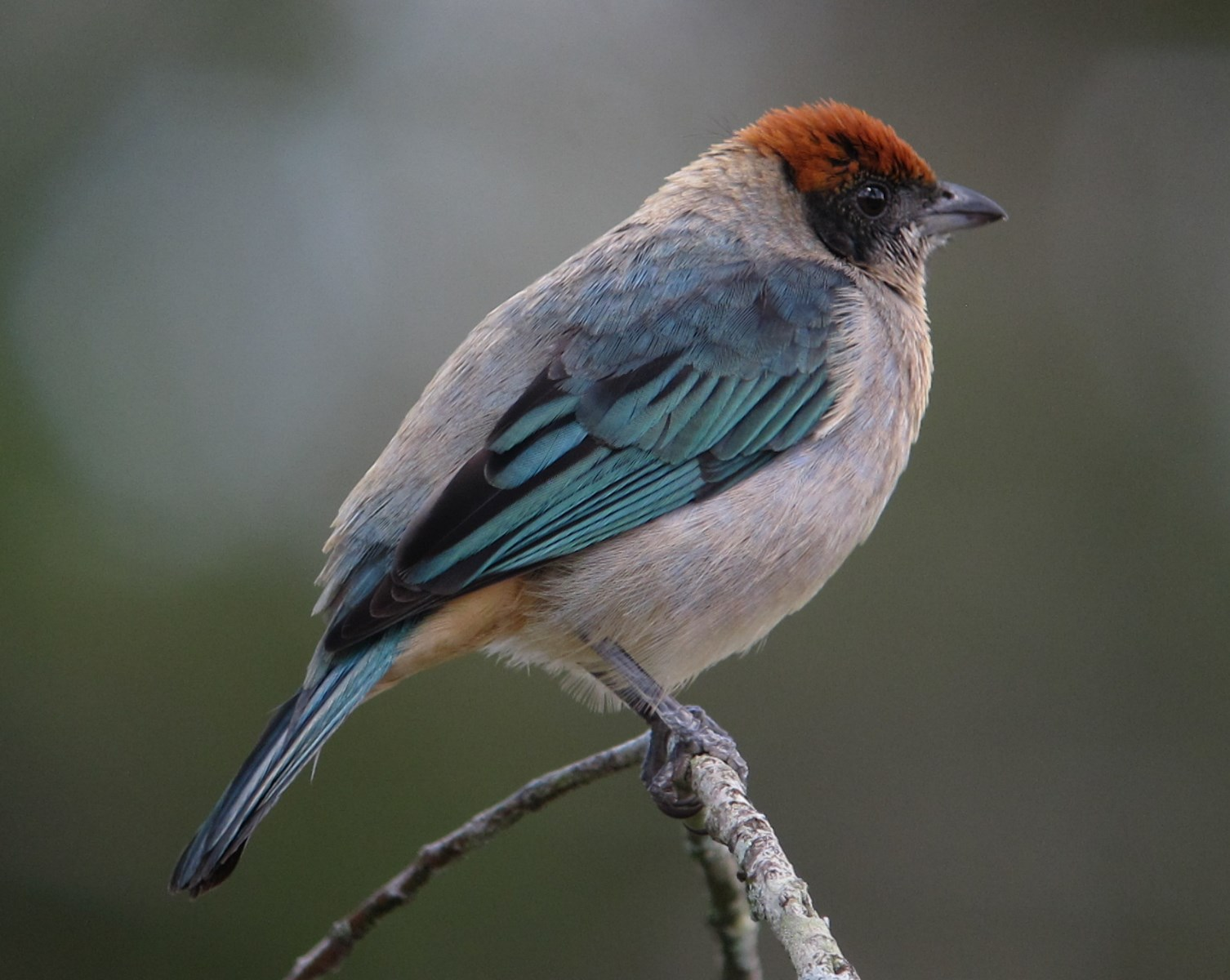
Tangara cu creastă ruginie
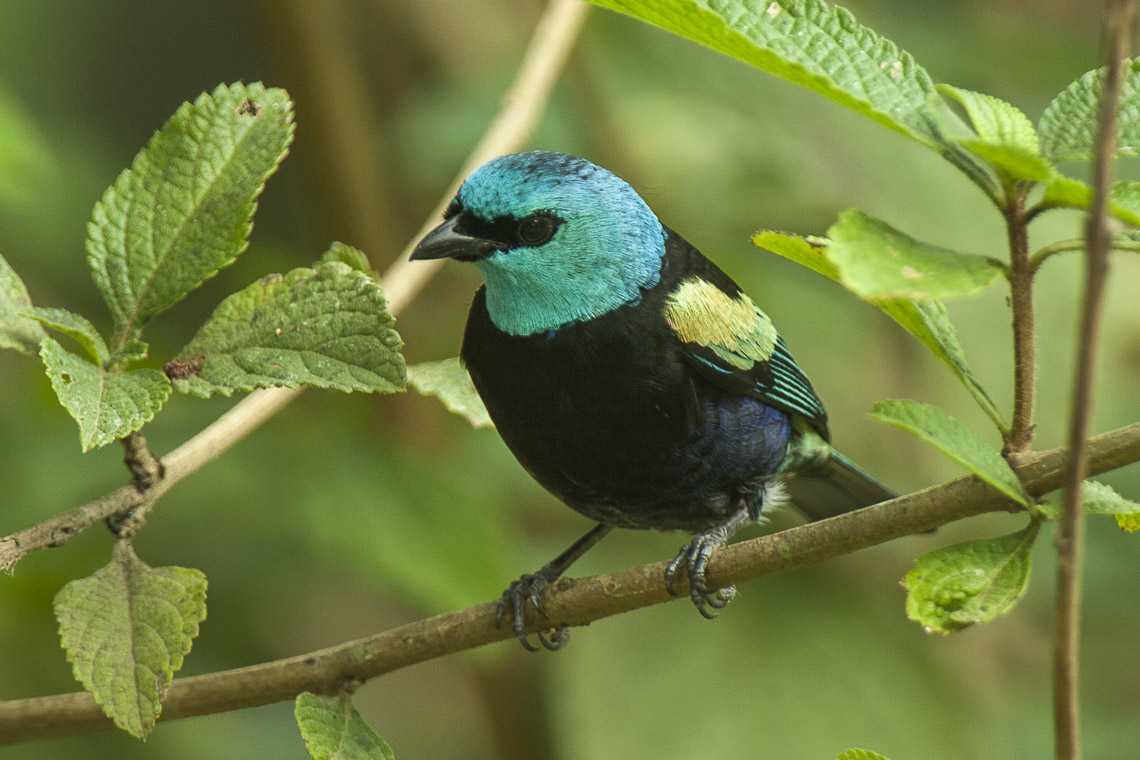
Tangara cu gât albastru